# Cymophorus sexfoveatus
Cymophorus sexfoveatus är en skalbaggsart som beskrevs av Leon Fairmaire 1884. Cymophorus sexfoveatus ingår i släktet Cymophorus och familjen Cetoniidae. Utöver nominatformen finns också underarten C. s. abessinicus.